# Rufaca
Rufaca és una revista de publicació mensual de la comarca de la Cerdanya. Va néixer el 1977 a Puigcerdà. La seva última publicació va ser el mes de desembre de 1994. Al llarg dels gairebé vint anys de la seva existència la van dirigir directors diferents i hi van col·laborar una enorme quantitat de persones de diferents pobles de la Cerdanya. Els seus fundadors són Jean-Paul Poirier que n'és el principal il·lustrador, Ramón Solà, Josep Peitx i Emili Guirao, amb la col·laboració del periodista i polític Antonio Robles Almeida. Actualment es pot consultar per internet.

## Origen
Va néixer el 1977 com a butlletí de l'associació Amics de Cerdanya. Va evolucionar a revista en poc temps però mai va perdre la dependència d'aquesta associació. Tenia dos eixos principals:
En primer lloc, l'interès per la comarca de la Cerdanya. La revista, com a producte local, volia donar informació de diversos temes de la vida quotidiana dels ceretans. Així, hi trobem menjars típics ceretans, festes de la comarca i altres notícies d'interès. En segon lloc, la llibertat d'expressió. Va néixer en un context social i polític convuls, en plena transició d'Espanya del franquisme a la democràcia, la qual cosa provoca que la llibertat d'expressió sigui la premissa bàsica de la publicació.

## Etapes i directors
La revist Rufaca va tenir un auge molt discret. En un primer moment tenia una tirada molt reduïda i es tracta d'un reflex dels temps més lliures que ha viscut la història recent de Catalunya. Trobem una revista amb il·lustracions poc presents (solament a algunes portades) i existència del color en comptades ocasions.
La segona etapa suposa un cert grau de professionalització. Els directors ja són figures més definides, és molt present l'ús del color i el disseny és cada cop més acurat. Veiem a través del setmanari quins canvis tecnològics van produint-se al nostre país. L'any 1993 assoleix el màxim tiratge: 1.000 exemplars.

## Aspectes tècnics
El gran canvi que podem veure a Rufaca és l'ús del color. Les primeres revistes eren en blanc i negre. Solament apareix el color en algunes portades amb il·lustracions. La il·lustració és un dels elements que més prima. Juntament amb els anuncis locals que finançaven, en part, els costos de producció de la revista, són els únics elements gràfics de què disposava Rufaca en un inici. Al llarg dels anys, va anar assentant-se l'ús del color i cada cop apareixia amb més freqüència. A partir de mitjans dels 80 apareixen a la revista anuncis i seccions amb alguns elements en color que dona un aspecte més modern. L'ús de les fotografies en blanc i negre també va consolidar-se en aquesta època, presents també a la publicitat de la publicació. A principis dels 90 trobem les primeres fotografies en color, que apareixien solament a la portada. És l'element més modern va implantar Rufaca.

## Seccions
Les seccions de Rufaca són molt canviants. En un inici trobem les que apareixen a la llista següent. Posteriorment, van introduir-se l'entrevista i el reportatge com a treball més periodístic.
Actualitat Cerdana: Recopilació de notícies breus sobre diferents àmbits de la Cerdanya.
- Amics de la natura: Tractava temes relacionats amb excursions i diferents llocs de la Cerdanya.
- Salvem el català: Va canviar de nom al llarg dels anys. La seva funció era donar a conèixer aquelles expressions del català que no eren correctes i corregir-les.
- Economia: Parlava de notícies d'aquest àmbit, com per exemple els pressupostos d'un ajuntament.
- Enigmas: Passatemps.
- Art- cultura- Cinema – Teatre: La seva agenda cultural. S'hi publicaven les exposicions, aparició de llibres i la cartellera del cinema.
- Esports: Hi tenien cabuda totes aquelles entitats esportives ceretanes. Hi apareixien tant notícies de futbol, com d'escacs o d'hoquei gel.
- Foto denúncia: Un lector enviava un petit escrit amb una fotografia que reflectia el problema per fer-ne una denúncia pública. Només va ser possible quan la fotografia era un element gràfic implantat a les vides quotidianes.
- Rufacades: Vinyeta humorística
- Col·laboracions: Hi tenien cabuda tots aquells habitants de la comarca que volien col·laborar fent tota mena de peces: Informació, articles, mini reportatges, etc.
- Cartes a Rufaca: Cartes dels lectors per a la revista.
- Ultima Hora: Flash informatiu on apareixien les notícies més actualitzades.

## Directors
- Armando García Descalzo
- Rosa Serrano i Centelles
- Rosa M. Garriga

## Consell de Redacció i col·laboradors
El consell de Redacció i els col·laboradors de Rufaca ha estat al llarg dels anys compost per més de cinquanta persones diferents, amb diferents períodes de la revista. Algunes solament eren col·laboradors puntuals. Altres solament hi participaven en l'estiu, la qual cosa fa que el nombre de col·laboradors encara sigui més elevat. La dificultat és gran, per tant, a l'hora d'establir-ne els col·laboradors habituals. El Club Poliesportiu de Puigcerdà era un col·laborador habitual. Destaquen Manel Figuera, Sebastià Bosom com a exemples de persones que col·laboraven i també van formar part del Consell de Redacció durant alguns anys. Pel que fa a la fotografia destaca Alfons Brosel que, a més de col·laborador amb la revista aportava molt material gràfic.
Cal dir també que solament en un inici trobem un gran nombre de col·laboradors de l'Alta Cerdanya. En un inici també formaven part del Consell de Redacció. L'evolució de la revista va fer cada cop es publiquessin menys peces en francès i a partir de mitjans dels 80 ja no hi col·laborava cap persona de l'Alt Cerdanya. En un inici, el Consell de Redacció estava compost per persones dels principals pobles de la Cerdanya, tendència que va anar desapareixent.
L'any 1993 el dirigia un equip de redacció format per Antonia Doménec, Ernest Udina i Manel Figuera. Va ser el mateix any en què trobem corresponsals que buscaven les notícies als llocs dels fets. Els últims mesos de la revista, Manel Figuera fou el responsable de les seccions de cultura.

## Webgrafia i Bibliografia
1. ↑  Revista Rufaca Arxivat 2017-02-16 a Wayback Machine. a Regira
2. ↑  La històrica revista Rufaca de la Cerdanya ja es pot consultar en format digital Arxivat 2017-02-16 a Wayback Machine., directe.cat, 12 de juny de 2009
3. ↑  La històrica revista Rufaca de la Cerdanya ja es pot consultar en format digital, ccma.cat
4. 1 2 3  Rufaca, la revista de Cerdanya (1977-1994). Alfred Pérez-Bastardas & Alfons Brosel, Querol, núm 9, abril-maig-juny de 2012, p. 18-20
5. ↑  Índex de Rufaca al web de la Biblioteca de Girona
6. ↑  Revista Rufaca i futbol.

Revista de la fundació ADIS, Colors. Núm. 38. Espais per viure: “Rufaca, allò que el vent s'endugé”